# János Bolyai
János Bolyai [jánoš bóljaj], madžarski matematik, * 15. december 1802, Kolozsvár, Madžarska (danes Cluj-Napoca, Romunija), † 27. januar 1860, Marosvásárhely, Madžarska (danes Târgu Mureș, Romunija).
Bolyai je bil eden od odkriteljev neevklidske geometrije.

## Življenje in delo
Jánosev oče je bil matematik Farkas Bolyai (v nemško govorečih deželah znan tudi kot Wolfgang Bolyai), zato ni čudno, da je János že pri 13 letih obvladal vsa glavna poglavja višje matematike vključno z infinitezimalnim računom. V letih 1818-1822 je študiral na Dunaju. 
Med študijem je postal naravnost obseden z Evklidovim postutlatom oziroma z aksiomom o vzporednici. Najprej ga je poskušal dokazati na podlagi ostalih aksiomov. Potem pa je prišel do sklepa, da je aksiom o vzporednici neodvisen od ostalih aksiomov evklidske geometrije in da je možno na podlagi negacije tega aksioma priti do geometrijskega sistema, ki je precej drugačen od evklidske geometrije. To ga je tako navdušilo, da je očetu pisal: »Iz nič sem ustvaril nenavadno novo vesolje.« V letih 1820-1823 je pripravil obsežen pregled svojih izsledkov. Delo je bilo objavljeno leta 1832 kot dodatek h knjigi Tentamen, ki jo je napisal njegov oče, in je zato znano kot Appendix - Dodatek.
Po objavi knjige je oče pisal Gaußu in ga vprašal, kaj si misli o nenavadnih idejah sina Jánosa. Gauß je prebral Appendix in mladega Bolyaija pohvalil, vendar pa je hkrati zapisal, da je tudi sam že premišljeval o tem (dejstvo pa je, da, Gauß nikoli ni objavil ničesar o tej temi - verjetno zato, ker so bile te ideje za tisti čas preveč prevratniške). Mladi János je bil po svoje vesel Gaußovega odobravanja, vendar pa ga je zelo prizadelo, ker mu Gauß ni hotel priznati prioritete. 
Približno istočasno kot Bolyai (in neodvisno od njega) je o istih problemih premišljeval tudi Nikolaj Ivanovič Lobačevski. Ko je leta 1840 izšla knjiga Lobačevskega v nemščini, je bilo to za Bolyaija še dodatno razočaranje. Nikoli več ni objavil ničesar s področja matematike, njegova rokopisna zapuščina pa je precej obsežna - več kot 20.000 strani.
Bolyai in Lobačevski sta odkrila novo geometrijo, ki jo je Gauß poimenoval neevklidska geometrija, pozneje, ko so odkrili še več neevklidskih geometrij, pa se je je prijelo ime hiperbolična geometrija. Čeprav sta Bolyai in Lobačevski ubrala povsem različna pristopa k raziskovanju nove geometrije, sta prišla do enakih rezultatov.

## Zanimivosti
János Bolyai je obvladal devet tujih jezikov - med njimi tudi kitajščino in tibetanščino.
Iz časa Bolyaijevega življenja se ni ohranil noben njegov portret. Edini njegov portret, ki ga najdemo v različnih virih, je slika s poštne znamke, ki jo je izdala madžarska pošta ob stoletnici njegove smrti.
Po njem (in po Victorju Babeșu) se dandanes imenuje univerza v mestu Cluj.
Po njem se imenuje tudi asteroid 1441 Bolyai in krater Bolyai na Luni.